# Ostrožno pri Ponikvi
Ostrožno pri Ponikvi este o localitate din comuna Šentjur, Slovenia, cu o populație de 115 locuitori.